# Syndicat national du crime
Le Syndicat national du crime (National Crime Syndicate) ou simplement Syndicat du crime est le nom donné par la presse américaine à une organisation criminelle multi-ethnique américaine, créée en mai 1929 lors du sommet d'Atlantic City à Atlantic City par le mafieux Lucky Luciano.
C'était une confédération qui visait à lier la mafia italo-américaine, la mafia juive et d'une moindre manière les organisations irlando-américaines et d'autres organisations criminelles d'origine ethnique différentes. L'origine du nom est incertaine.

## Historique
Elle était basée à New York. Lors de la réunion d'Atlantic City étaient présents Al Capone, Meyer Lansky, Johnny « The Fox » Torrio, Frank Costello, Joe Adonis, Dutch Schultz, Abner « Longy » Zwillman, Lepke Buchalter, Vince Mangano, Frank Erickson, Frank Scalise et Albert Anastasia.
Le nom fut inventé par la presse pour décrire ce phénomène.
Le supposé bras-armé du syndicat était décrit par les médias comme le Murder Incorporated, un gang de voyous juifs américains de la mafia juive (Yiddish Connection) qui œuvraient dans les années 1930-1940 pour différents parrains mafieux. Il était dirigé par Jacob Shapiro et Anastasia. Ils étaient représentés par Lepke et Adonis. Le Murder Inc. incluait des mafieux aussi célèbres que Bugsy Siegel et Meyer Lansky.
Le phénomène fut mis au jour par le Comité spécial du Sénat américain présidé par Estes Kefauver, qui le décrivait comme une confédération d'organisations criminelles faites principalement d'Italiens et de Juifs à travers tous les États-Unis.
Elle ne doit pas être confondue avec la Commission, qui gère la mafia italo-américaine.

## Au cinéma
Une telle commission est mise en scène dans deux films sur la mafia italo-américaine : Le Parrain III, New York confidential et Les Incorruptibles.